# Slim Fast

Le logo de Slim Fast depuis 2015.

Slim Fast est une marque de produits de régime qui appartenait au groupe néerlando-britannique Unilever. Leur slogan publicitaire en France était
"J'ai perdu du poids avec Slim Fast".
Les produits minceur Slim Fast ont été vendus au fonds d'investissement américain Kainos Capital en 2014. Unilever conserve toutefois une part minoritaire dans Slim Fast.

## Historique
La marque fut fondée en 1977 puis rachetée en 2000 par Unilever. Les produits Slim Fast avaient un positionnement marketing axé sur leurs bienfaits diététiques, notamment dans la perte de poids. Toujours commercialisé au Royaume-Uni et aux Pays-Bas, Slim Fast a disparu du jour au lendemain en France. La marque était apparue en France dans les années 1990 et se vendait alors en pharmacie, et Marie-Christine Barrault vantait les bienfaits de ce produit dans des publicités télévisées. Ce fut ensuite Clémentine Célarié, de 1994 à 1996, puis Élodie Hesme, de 1999 à 2000. Dans les années 2000, les ventes ont chuté, probablement à cause de l'apparition des régimes hyperprotéinés comme Protifast, avec les sachets de protéines en poudre. Slim Fast a alors disparu des pharmacies pour réapparaitre  quelque temps dans les supermarchés. Mais les ventes n'ont jamais repris et le produit fut retiré du marché français.